# Capitulaire de Coulaines
Droit Romano-germain
Droit du haut Moyen Âge
partage de Verdun (843) capitulaire de Meerssen (847)
Le capitulaire de Coulaines est un document par lequel Charles le Chauve concède aux nobles du royaume « la jouissance paisible de leur fonction et de leurs biens » et en retour ces derniers lui apporteront « aide et conseil »".
Après le partage de Verdun (843) entre les trois fils de Louis le Pieux, Charles le Chauve hérite du royaume de Francie occidentale. Mais il a besoin du consentement et de l'appui de l'aristocratie pour entrer véritablement en possession de son royaume. Pour s'assurer de cet appui, il promulgue ce capitulaire lors d'une assemblée tenue à Coulaines en novembre 843. 
Le passage définitif vers la féodalité se fait quand il garantit à ses seigneurs la faculté de léguer leurs terres à leur héritier par le capitulaire de Quierzy du 14 ou du 16 juin 877.

## Contexte: un début de règne difficile
Charles II, dit le Chauve, naît en juin 823 à Francfort. Il naît bien : son grand-père est Charlemagne, son père Louis le Pieux. Dès 832 son père le nomme roi d’Aquitaine. Surtout en 839, Charles le Chauve reçoit en présent paternel la Francie Occidentale. Les demi-frères de Charles le Chauve sont inquiets de voir ce nouvel arrivant accaparer une part du grandiose héritage promis. La suite est connue : à la mort de Louis le Pieux, en 840, la guerre civile, la guerre fratricide, commence. Charles fait alliance avec Louis le Germanique contre Lothaire Ier, le frère aîné ; en 842, l’alliance est renforcée par les Serments de Strasbourg. Mais en 843, la paix revient avec le traité de Verdun. Lothaire Ier reçoit la Francie médiane, Francia media (ultérieurement Lotharingie), de la mer du Nord à l'Italie et est nommé Empereur ; Louis le Germanique reçoit la Francie orientale, Francia orientalis ou Germanie ; Charles
le Chauve reçoit la Francie occidentale, Francia occidentalis, origine du royaume de France. On retiendra aussi que ces guerres sanglantes ont décimé les grands de tout l’Empire, et donc de Francie Orientale : ces mêmes grands ont pesé dans l’apaisement menant à la paix de Verdun, en août 843 ; ils ont bien assez souffert de la guerre civile, et croient mériter estime et réparation. Les ecclésiastiques en particulier sont mécontents, car les Carolingiens n’ont pas perdu cette habitude de puiser dans leurs immenses domaines de bonnes terres pour les distribuer comme bénéfices aux fidèles laïques ; ils veulent ne plus pouvoir se faire enlever d’honor. 
Le traité de Verdun aurait été une loi sans force si Charles le Chauve ne s’était auparavant pas fait accepter par les grands de son royaume. Et vite : car après la révolte du Breton Nominoë, missus de Bretagne, et après la bataille de Blain le 24 mai 843 qui voit les troupes franques décimées, il y a péril en la demeure ; pour ne rien arranger en terre bretonne, le Comte Lambert II de Nantes se révolte à son tour. En terre aquitaine, Charles le Chauve, qui fut roi d’Aquitaine avant d’être roi de Francie occidentale, constate encore les dégâts : Pépin II (proclamé roi
d’Aquitaine par les grands en 838, mais guère reconnu par l’empereur) proclame aussi la fronde générale ; au début de l’année 843, Toulouse est capturée.
En somme, pour Charles le Chauve, en ce début de règne, comme aurait dit un autre Charles, « c’est tangent ». Le jeune homme (il a vingt ans) a besoin de l’assentiment et du soutien de l’aristocratie pour asseoir définitivement son pouvoir. L’assemblée de Coulaines, tenue en août 843, tenu dans le royaume de Charles le Chauve après la fin d’une campagne contre les Bretons (Coulaines est au nord du Mans, non loin), est l’occasion de s’attirer les bonnes grâces de cette haute aristocratie faiseuse de roi. Le pouvoir du roi est précaire. Les grands s’interrogent : faut-il accepter ce roi qui nous a déjà causé tant de maux ? Ce sont eux qui ont l’initiative : les grands ecclésiastiques et les grands laïques  ont pris la décision, d’eux-mêmes (acte éminemment symbolique), de se réunir à Coulaines, pour « traiter de la stabilité du roi et du royaume » et assurer « le commun profit et la tranquillité pour eux-mêmes (les grands et le roi) pour tout le peuple ». Mais il s’agit surtout de définir librement entre eux à quelles conditions ils pouvaient se ranger derrière leur roi, mais sans ce roi : absente principe, initiat magistratus. Le résultat des délibérations n’est approuvé qu’après par le roi, placé devant cette politique du (mé)fait accompli : il figure dans le capitulaire de Coulaines (un capitulaire, c’est-à-dire, une Ordonnance, un règlement sur les matières civiles, criminelles et ecclésiastiques, rédigé
par chapitres, après une longue introduction dans ce cas).

### Prologue: laconvenientia, nouveau modèle juridique pour la royauté
Le fait le plus saillant à retenir est que la convenientia qui est instaurée n’oblitère pas l’idée d’un bien commun ; au contraire, dans la vision exposée par le Capitulaire, il n’est certainement pas question de fragmentation du royaume en une multiplicité de vassaux rois en leurs domaines, mais des rappels constants sont faits autour de l’unanimité des contractants au nom de l’utilité commune. 
L’idée que cette assemblée parlerait d’un seul corps (« unanimement d’une seule voix par celui et en celui qui dit et duquel il est dit : ‘Ce n’est pas vous qui parlez, mais l’esprit de
Votre père qui parle en vous’), est emprunté d’une citation de Matthieu, 10 : 20 (« car ce n'est pas vous qui parlerez, c'est l'Esprit de votre Père qui parlera en vous »). Il faut parler d’une seule
voix car l’Église est une, sous la conduite d’un seul chef (« uno capite Christo »), car comme le corps du Christ ne fait qu’un, la voix de l’Église ne doit faire qu’un (Paul, Lettre aux Éphésiens : l’Église doit être une, unanime). Cet état de fait peut nous amener à tempérer l’idée de convenientia néanmoins : les deux parties semblent enfin se rejoindre dans l’union dans le corps du Christ. La convenientia renforce plutôt l’unité du royaume en installant une unanimité de vues ; la vision de la monarchie contractuelle est alors à tempérer au profit d’une vision unitaire qui puise sa légitimité dans l’organisation originelle de l’Église et de l’idée d’un bien commun englobant chacun et rappelé souvent.
Le terme de convenientia est central. Roi d’Aquitaine d’abord, Charles le Chauve a peut-être été averti des richesses et des originalités du droit méridional ; on peut encore y voir l’influence d’Hincmar, probablement déjà conseiller royal. Puisque Charles a perdu la fidélité de certains vassaux, une nouvelle forme d’engagement entre le roi et ses fidèles voit le jour. La Convenientia veut signifier que ces deux parties égales confèrent ensemble et cherchent à s’entendre, lui et l’assemblée des fidèles réunis. Qu’il s’agisse de la mise en valeur d’une vigne par un colon partiaire, d’un accord entre deux personnes dont les esclaves se sont mariés sans leur consentement, ou encore au sujet de terres et de biens qu’ils possèdent, ou enfin l’adoption d’un fils, toujours la convenientia est une entente synallagmatique fondée sur la libre volonté de deux parties considérées comme égales en droit ; elle instaure un lien bilatéral personnel et réel. Le terme de convenientia établit donc une égalité (tempérée certes par Charles le Chauve tout au long par l’évocation de sa dominatio ou du caractère unique de la potestas royale), une relation contractuelle qui donne à la monarchie de Charles l’épithète de « contractuelle ». Ce que Charles propose ici à ses vassaux est bien au sens premier du mot, un « pacte » de gouvernement.

### Chapitre Premier
Voici un succinct résumé du Chapitre Ier :
les personnes et les biens d’églises seront assurés contre tout arbitraire ;
ils conserveront les privilèges acquis sous les règnes précédents. Pour Olivier Guillot (« Dans l’avant Xe siècle du royaume de l’ouest franc : autour de Coulaines (843) et Quierzy
( (877) dans Quaestiones medii aevi novae,
revue de l’institut historique de l’université de Varsovie, vol 6, varsovie,
p. 149-193, repris dans Arcana Imperii,
Vol.1). Le chapitre I
définit les engagements auxquels souscrivent le roi et les grands envers les
évêques et les églises : respecter l’intégrité des biens ecclésiastiques,
ainsi que les privilèges des églises et des clercs, et prêter aux évêques, en
toutes choses, « conformément à leur vénérable auctoritas », le concours
de la force publique afin qu’ils soient en mesure d’exercer leur propre
ministère. Il définit les engagements envers les grands d’église auxquels le
roi et les grands laïques ont souscrit : d’un côté respecter les droits
patrimoniaux, les immunités et les privilèges publics accordés précédemment aux
églises et aux clercs, de l’autre tant pour le roi que pour les titulaires d’honores laïques, prêter le bras séculier
dûment chaque fois que le ministerium
des évêques est en droit de les requérir. Ici c’est déjà avant tout le roi qui
a dû s’engager envers l’épiscopat et c’est implicitement à cette condition que
les grands d’Église ont accepté Charles pour leur roi ; c’est une promesse
qui va faire date et qui inspirera la promesse avant le sacre de tout nouveau
roi, dument exigée par les évêques comme condition de l’octroi du sacre, par exemple
en 877 pour le sacre de Louis le Bègue.

### Chapitre Deuxième
Voici un succinct résumé du chapitre
II : tous les grands devront au roi la sincérité et l’obéissance que l’on
doit à son seigneur. C’est la reconnaissance par tous de « l’honor » et de la « potestas » - de la fonction et de la
puissance - du nouveau roi ; c’est un engagement de soutien « par le
conseil et l’aide » donné par « l’auctoritas
des évêques et l’unanimitas des fidèles » (nous reviendrons sur
cette idée d’aide et de conseil dans le chapitre V). Dans un fort mouvement de
réciprocité, l’article 1, concession du roi, fait écho à l’article 2,
concession des grands. La loyauté et l’obéissance sont dues (« dignita »), mais cette obligation
provient désormais aussi du respect du contrat, renforcé par l’unanimité encore
une fois soulignée. 

### Chapitre Troisième
Voici un succinct résumé du chapitre
III : le roi s’engage à n’enlever à aucun d’eux les honneurs et dignités
dont il jouit. C’est peut-être le chapitre le plus important du capitulaire. Le
roi prend un engagement concernant l’ensemble de ses fideles : en somme le roi met fin au principe discrétionnaire
qu’il prenait antérieurement en matière de révocation des dignités (l’honor est l’attribution d’une potestas, d’une fonction dans la chose
publique, le plus souvent d’une terre). Le princeps romain (nous rappelle Karl
Ferdinand Werner, dans Naissance de la noblesse), attribue les honores ; le
prince mérovingien récupère ces attributions. Mais avec Charles Martel vient
l’apparition du foedus
vassalique : Charles Martel inscrit le droit d’attribuer les honores dans
un cadre désormais bilatéral, par la voie désormais de la vassalité, dans une
sorte de fusion entre benefices et honores, renforçant le dévouement à sa
personne. À l’origine néanmoins, la puissance du princeps est sans commune
mesure avec celle de tous ses vassi ou
presque, et le contrat de vassalité assez inégal pour ne pas affecter le droit
discrétionnaire du princeps dans le
choix et le maintien des titulaires d’honores.
Cependant le règne de Louis le Pieux remet en cause ce rapport inégalitaire qui
était en faveur du roi ; la stabilité des honores s’améliore tant que le
bénéficiaire accomplit bien son ministerium.
L’honor ne peut être retiré ainsi
quand il est bien « mérité », c’est-à-dire « promerito honore » (« honor dûment assumé », car le promeritum est le service, le bon
service). La délégation de la potestas
que le roi a accordée à un grand est désormais envisagée sous le rapport d’un
service que ce grand assume en pleine observance des devoirs qui s’attachent à
l’exercice de cette potestas. 

### Chapitre Quatrième
Voici un succinct résumé du chapitre IV : les membres de l’assemblée promettent
collectivement de s’opposer à tout acte royal qu’ils jugeraient contraire à la
raison et à l’équité. Ce chapitre, concession des grands, fait écho au chapitre
III, concession du roi : on voit là encore le respect d’un certain
équilibre. Le roi invite explicitement les membres de l’assemblée à respecter
l’autorité royale dans sa légitimité et les associe à l’exercice même de cette
légitimité en leur prescrivant de ne rien entreprendre d’illicite (il faut
ainsi prévenir toute action « contre la raison et la justice »,
du roi). Pour Louis Halphen et Ferdinand Lot (Charlemagne et l’Empire
Carolingien), c’est une nouvelle preuve de l’affaiblissement de
l’autorité royale : non seulement autorité du roi limitée par la nécessité
de se conformer à la loi divine, mais elle est de surcroit, dans le cas
présent, subordonnée à l’exécution de la promesse explicite de ne jamais violer
les règles de la justice, fondement de son pouvoir. Mais on peut tempérer cette
obligation : il s’agit d’une invocation à trois universaux qui faisaient
déjà l’unanimité, et non des promesses personnelles précises et jurées.  

### Chapitre Cinquième
Voici un succinct résumé du (succinct) chapitre V : il en résulte pour les grands
un devoir de conseil ; pour le roi, de réparation éventuelle. C’est en
somme une fidélité contractuelle
positive consistant en aide et conseil réciproques, ici quand
« quelque chose » (terme dont on notera le caractère avantageusement
vague pour le roi) intervient par « subreptio »
(c’est-à-dire par larcin, contre le contrat). Les grands doivent « mettre
en garde » (« ammonere »,
). Charles insiste donc sur les multiples obligations que comporte le devoir de conseil (des
obligations déjà mentionnées dans le chapitre II sur lesquelles nous revenons
aussi ici) ; il invite par-là les grands trop tentés de ne rechercher que
leurs avantages ou l’assouvissement de leur ambition, à méditer sur les lourdes
responsabilités gouvernementales. L’idée de coopération entre les
grands et le roi est une inspiration là encore largement hincmarienne. Hincmar
est le théoricien du nécessaire gouvernement par conseil. 

### Chapitre Sixième
Voici un succinct résumé du chapitre VI : toute rupture de ces engagements sera punie de façon appropriée. L’homme
apportant la zizanie est dit animé par « un esprit de rébellion et
d’entêtement », il attaque la concorde en semant l’ivraie (et
l’entêtement n’est-il pas voisin de l’orgueil, péché capital ?). Il sera
« admonesté dans un esprit d’amour chrétien ». On peut ici voir une certaine influence d’Alcuin, pour qui le
roi doit être vengeur des crimes (vindex),
tel le roi David, et rector errantium,
comme Josias… mais justement dans un esprit de charité chrétienne. Il faut
ainsi conserver le « lien de charité » : le terme de
« lien » (« vinculum »)
fait apparaître la communauté comme liée, engagée, solidaire, au même destin. 

## Aperçu historiographique
Dans son Histoire des institutions politiques de l'ancienne France, à propos
du règne de Charles le Chauve, Fustel de Coulanges n’avait pas le jugement
tendre : « Charles le Chauve fut un chef de fidèles, auquel les
fidèles firent la loi ». Le livre paraissait en 1877, mais la sentence des
illustres Ferdinand Lot et Louis Halphen, en 1947, dans leur classique, Charlemagne et l’Empire Carolingien, ne
variait pas de celle du maître : « Depuis l’assemblée de Coulaines, le roi
des Francs n’est plus vraiment que le premier d’entre ses pairs. Là est née la
royauté débonnaire et impuissante du Moyen Âge français, ce qu’on a appelé d’un
terme fort impropre : la royauté féodale, je dirais presque la monarchie
constitutionnelle, si n’était pousser trop loin une analogie pourtant réelle. » 
Janet Nelson, la biographe de Charles le Chauve, relativise la nouveauté de
Coulaines : le souverain se place dans la continuité du consensus entre
roi et féaux ; le roi continue de parler du haut de son trône, confiant
dans ce conseil que Loup de Ferrières donna à Charles (« Ne
craignez pas les potentes que vous
avez faits vous-mêmes »). Charles le Chauve aurait ainsi voulu surtout
répondre à des questions d’actualité immédiate. 
Régine Le Jan (in Famille et pouvoir dans le monde franc (VIIe – Xe siècle): essai d'anthropologie sociale) confirme ce point de vue. L’accord de Coulaines « parachevait en quelque sorte la théorie du pouvoir qui s’était progressivement définie depuis Pépin le Bref », c’est-à-dire par l’association des grands aux plus grandes décisions (par exemple, en 813, Charlemagne tint conseil avec les évêques, les abbés, les comtes et les premiers des Francs par la naissance pour qu’ils fassent de son fils Louis un roi et un empereur ; tous pareillement y consentirent).
Pour Élisabeth Magnou-Nortier (Foi et fidélité), ce capitulaire est beaucoup
plus important que celui de Quierzy de 877. S’amorce alors la
fusion de la conception juridique germanique d’une monarchie tempérée
par le contrôle permanent de l’entourage des grands, et la tradition juridique
romaine (mais l’auteure accorde à notre goût[Qui ?] trop d’importance à l’héritage purement
germanique).